# Список генералов Азербайджанской Демократической Республики
Список генералов Азербайджанской Демократической Республики — список всех военных деятелей, носивших звание генерала в армии Азербайджанской Демократической Республики.

## Исторический очерк
После провозглашения 28 мая 1918 года Азербайджанской Демократической Республики, одной из первоочерёдных задач стало создание национальных вооружённых сил. Вместе с тем, первые попытки создания национальных вооружённых формирований были предприняты ещё в конце 1917 начале 1918 гг.
18 декабря 1917 года Закавказский комиссариат (по другим сведениям — 11 декабря) издал постановление о формировании грузинского, армянского, мусульманского (азербайджанского) и русского корпусов, которые, как предполагалось, должны были заменить покидавшие Кавказский фронт части русской армии.
Корпус должен был формироваться на добровольных началах. Командиром Мусульманского корпуса был назначен бывший командующий 10-й армией Западного фронта генерал-лейтенант Али-Ага Шихлинский, а начальником штаба генерал-майор Меньчуков Евгений Александрович, бывший и. д. генерал-квартирмейстера штаба Особой армии. Штаб корпуса располагался в Тифлисе. 
Мусульманский корпус был сформирован к концу апреля 1918 года, при этом полностью были сформированы только штаб корпуса и штабы двух пехотных дивизий при незначительном числе личного состава.
26 июня постановлением Совета Министров Азербайджанской Республики Мусульманский корпус был переименован в Отдельный Азербайджанский корпус. 
При формировании генерал-лейтенантом Нури в мае— июле Кавказской исламской армии, в её состав вместе с прибывшими 5-й Кавказской и 15-й Чанахгалинской турецкими дивизиями вошёл Отдельный Азербайджанский корпус. В начале июля начался процесс расформирования Отдельного Азербайджанского корпуса. 13 августа приказом Нури-паши корпус, как самостоятельное соединение, был расформирован.
После провозглашения АДР первым военным министром был назначен общественный и политический деятель, врач Хосров-бек Султанов . При этом военное министерство создано не было. 
11 июля постановлением правительства все граждане-мусульмане Азербайджанской Республики, родившиеся в 1894-1899 годах, подлежали призыву на военную службу.
23 октября того же года было принято решение о создании Военного министерства. 7 ноября это решение было официально оформлено, и Фатали-хан Хойский получил должность военного министра.
26 декабря 1918 года военным министром был назначен бывший командир 2-го Кавказского армейского корпуса генерал от артиллерии Самед бек Мехмандаров. 29 числа того же месяца его заместителем стал генерал-лейтенант Али-Ага Шихлинский. 19 марта 1919 года  начальником Генерального штаба был назначен бывший командир 1-го Мусульманского корпуса Генерального штаба генерал-лейтенант Сулькевич, Матвей Александрович.

## Список
| Число | Изображение | Имя                            | Дата рождения      | Место рождения                                                                      | Дата смерти        | Место смерти                                                      | Деятельность |
| ----- | ----------- | ------------------------------ | ------------------ | ----------------------------------------------------------------------------------- | ------------------ | ----------------------------------------------------------------- | --- |
| 1     |             | Самед бек Мехмандаров          | 16 октября 1855 г. | Ленкорань, Ленкоранский уезд, Елизаветпольская губерния, Российская Империя         | 12 февраля 1931 г. | Баку, Азербайджанская Советская Социалистическая Республика, СССР | Военный министр Азербайджанской Демократической Республики, генерал от артиллерии. |
| 2     |             | Али-Ага Шихлинский             | 3 марта 1863 г.    | Ашагы Салахлы, Газах, Казахский уезд, Елизаветпольская губерния, Российская Империя | 18 августа 1943 г. | Баку, Азербайджанская Советская Социалистическая Республика, СССР | Заместитель военного министра генерал от артиллерии Азербайджанской Демократической Республики. |
| 3     |             | Хосров бек Султанов            | 10 мая 1879 г.     | Кюрдгаджы, Зангезурский уезд, Елизаветпольская губерния, Российская Империя         | 7 января 1943 г.   | Карс, Турция                                                      | Министр обороны Азербайджанской Демократической Республики. |
| 4     |             | Ибрагим-ага Векилов            | 7 мая 1853 г.      | Казахский уезд, Елизаветпольская губерния, Российская империя                       | 2 июня 1934 г.     | Баку, Азербайджанская Советская Социалистическая Республика, СССР | Начальник Военно-топографического отдела Главного управления Генерального штаба. Корпуса военных топографов генерал-майор.                                                                             |
| 5     |             | Салимов, Габиб-бек             | 8 февраля 1881 г.  | Эриванский уезд, Эриванская губерния, Российская империя                            | 30 декабря 1920 г. | Баку, Азербайджанская Советская Социалистическая Республика       | Начальник Штаба армии. Генерального штаба генерал-майор. |
| 6     |             | Сулькевич Матвей Александрович | 20 июня 1865 г.    | Кемейши, Виленская губерния, Российская империя, (современная Беларусь)             | 15 июля 1920 г.    | Баку, Азербайджанская Советская Социалистическая Республика       | Начальник Генерального штаба. Генерального штаба генерал-лейтенант |
| 7     |             | Ибрагим-Ага Усубов             | 6 марта 1872 г.    | Юхары-Салахлы, Казахский уезд, Елизаветпольская губерния, Российская империя        | 30 декабря 1920 г. | Баку, Азербайджанская Советская Социалистическая Республика       | Начальник 2-й пехотной дивизии и Бакинского УР, генерал-майор. |
| 8     |             | Фиридун-бек Везиров            | 19 апреля 1850 г.  | Тифлис, Тифлисская губерния, Российская Империя                                     | 30 июня 1925 г.    | Баку, АзССР, СССР                                                 | Комендант г. Баку, генерал-майор |
| 9     |             | Эмир Казим Мирза Каджар        | 1 мая 1853 г.      | Шуша, Шушинский уезд, Шемахинская губерния, Российская империя.                     | 30 июня 1920 г.    | Гянджа, Азербайджанская ССР.                                      | Комендант г. Гянджи. Генерал-майор |
| 10    |             | Агабеков, Садых-бек            | 15 марта 1865 г.   | Гейчай, Бакинская губерния                                                          | 9 октября 1944 г.  | Львов, Украина                                                    | Генерал-майор Азербайджанской Демократической Республики, основатель и реформатор Азербайджанской полиции, заместитель министра внутренних дел Азербайджанской Демократической Республики, востоковед. |
| 11    |             | Каджар Фейзулла Мирза          | 15 декабря 1872 г. | Шуша, Шушинский уезд, Елизаветпольская губерния, Российская Империя                 | июнь 1920          | Баку, Азербайджанская ССР.                                        | Генерал-майор, командир 1-й Кавказской туземной конной дивизии, командующий Гянджинским гарнизоном Азербайджанской Демократической Республики.                                                         |
| 12    |             | Каджар Аманулла Мирза          | 8 января 1857 г.   | Шуша, Шушинский уезд, Елизаветпольская губерния, Российская Империя                 | 1937               | Тегеран, Иран                                                     | Генерал-майор Азербайджанской Демократической Республики. |
| 13    |             | Абдулхамид бек Гайтабаши       | 1884 г.            | Тифлис, Тифлисская губерния, Российская империя                                     | 1920               | Баку, Азербайджанская ССР.                                        | Начальник Генерального штаба Вооружённых Сил Азербайджанской Демократической Республики, генерал-майор.                                                                                                |
| 14    |             | Мурад Тлехас                   | 21 октября 1874 г  | Екатеринодар, Екатеринодарский отдел, Кубанская область, Российская империя         | 29 мая 1920 г.     | Баку, Азербайджанская ССР.                                        | Генерал-майор Азербайджанской Демократической Республики. |
| 15    |             | Геннадий Тарханов              | 8 сентября 1854    | Российская Империя                                                                  |                    |                                                                   | Начальник Инженерного управления, генерал-лейтенант. |